# Armillaria apalosclera
Armillaria apalosclera (лат.) — вид грибов рода Опёнок семейства Физалакриевые (Physalacriaceae).

## Описание
Шляпка умброво-коричневая, 6,5—7,5 см в диаметре, с возрастом с углублением в центре, покрытая острыми оттопыренными чешуйками, с радиально бороздчатым краем. Пластинки узкие, нисходящие на ножку, бледно-коричневые.
Известен единственный сохранившийся экземпляр вида, находится в Ботанических садах Кью. Его микроморфологические характеристики были исследованы в 1981 году.
Споры неокрашенные, неамилоидные, широкоэллиптической формы, 6,8—9,3×5,6—8 мкм. Кутикула шляпки — кутис из радиальных нежелатинизированных бесцветных гиф.
По А. Чандре и Р. Уотлингу, вид относится к роду Armillaria, близок к бескольцевым видам рода типа Armillaria tabescens и Armillaria ectypa.

## Синонимы
- Agaricus apalosclerus Berk., 1850[1]
- Pleurotus apalosclerus  Sacc., 1887
- Dendrosarcus apalosclerus Kuntze, 1898